# Elfriede Saarik
Erika Elfriede Elena Saarik (des de 1941 Elfriede Tubin; 22 de maig de 1916 - 22 d'octubre de 1983) va ser una ballarina i actriu teatral estoniana.

## Carrera
Elfriede Saarik va néixer al districte de Karkaraly de Karaganda al Kazakhstan de pares estonians. A partir de 1935, va estudiar a l'escola de dansa de Tiina Kapper i també va estudiar piano i va assistir al grup d'estudi de dramatúrgia al teatre Vanemuine de Tartu. Des de 1935 fins a 1944, va ser ballarina al Vanemuine. El 1944, va fugir de la reocupació soviètica d'Estònia i va fugir a Suècia amb el seu marit, el compositor i director d'orquestra Eduard Tubin i els fills Rein i Eino, on va treballar com a dependenta de botiga i dibuixant.
Va escriure el llibret del ballet Kratt.

## Vida personal
Saarik es va casar amb el compositor Eduard Tubin. El seu fill és el periodista Eino Tubin. Després de la seva mort, va ser enterrada al costat del seu marit al cementiri de Skogskyrkogården a Estocolm. El 4 de juny de 2018, les restes de Saarik i Tubin van ser enviades en urnes per ser enterrades al cementiri forestal de Tallinn, on va tenir lloc una cerimònia commemorativa el 18 de juny de 2018.